# Michel Théato
Michel Théato est un athlète luxembourgeois courant pour la France, né le 22 mars 1878 à Luxembourg-Ville et mort le 2 avril 1923 à Paris, et licencié à l'Union Athlétique de Paris. Il est champion olympique du marathon lors des Jeux olympiques d'été de 1900 à Paris. Il remporta la première médaille d'or olympique en athlétisme pour la France. Il fut également vice-champion de France de cross-country en 1901.

## Le marathon olympique de 1900

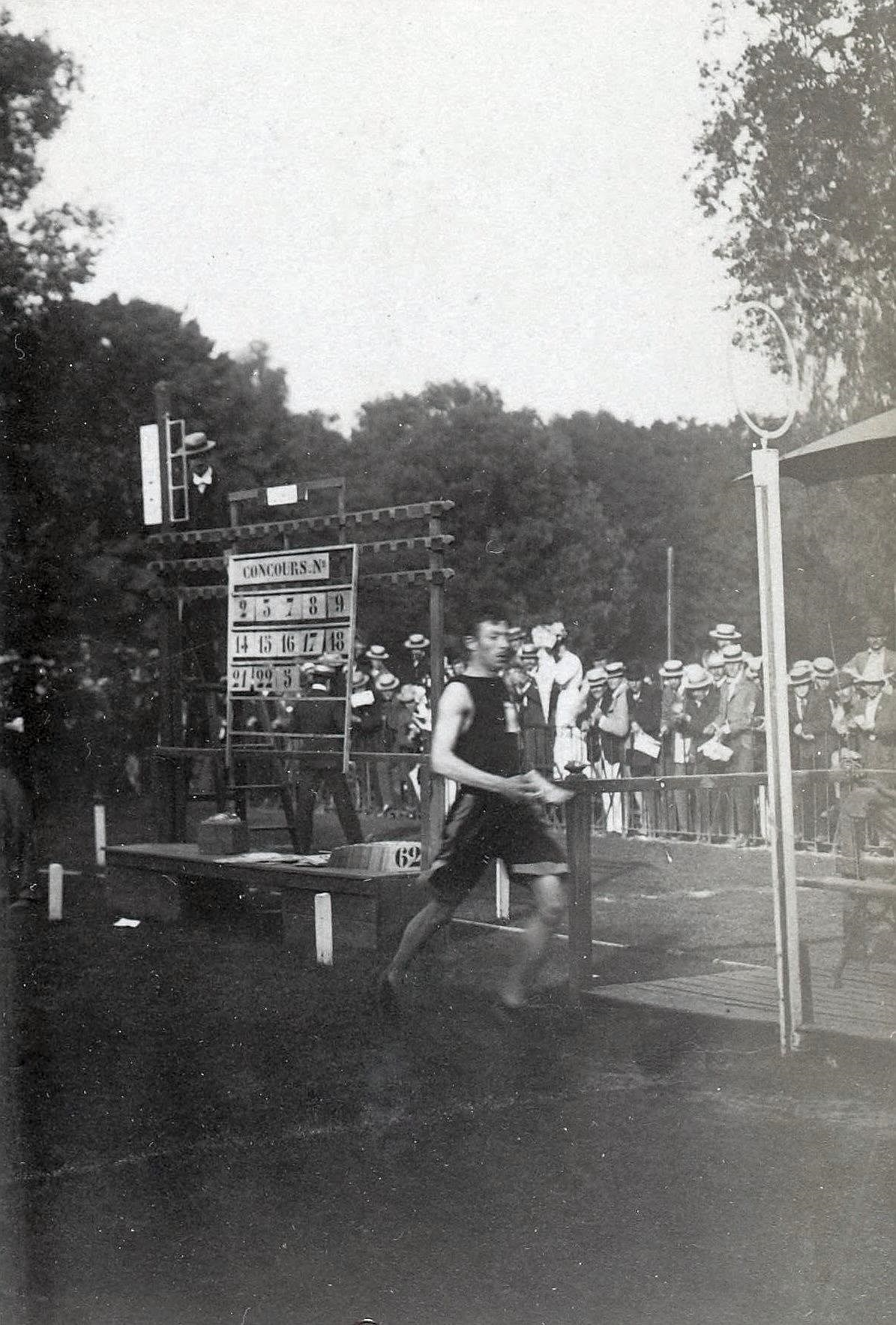
Arrivée de Michel Théato le 12 juillet 1900 sur la piste de la Croix pour le Marathon Amateurs des JO 1900 (2 h 59 min 45 s).

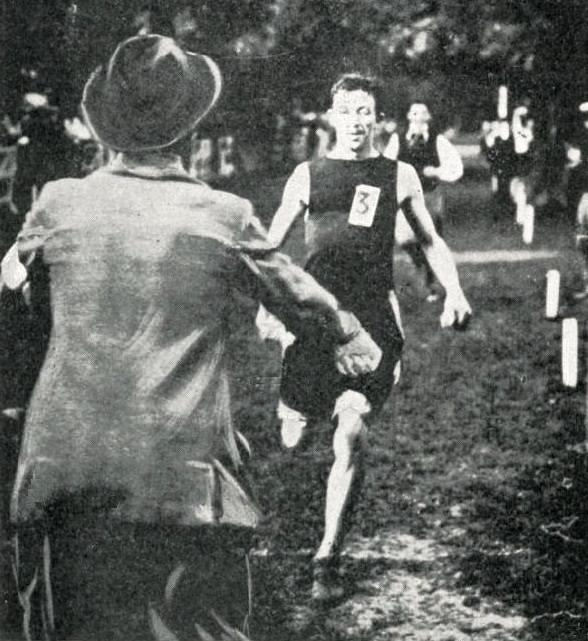
Vu sous un autre angle.

La chaleur est accablante (32 °C) quand s'élancent du Pré-Catelan quatorze des dix-sept engagés pour ce marathon olympique de 40,260 km en effectuant une boucle à travers Paris. Ils sont tous en short, et pour se protéger de la chaleur certains portent des canotiers ou de simples mouchoirs sur la tête. Après seulement quelques kilomètres, neuf concurrents restent en course. Théato est indisposé par la chaleur en première moitié de course puis remonte sur les premiers. Il termine en 2 h 59 min 45 s avec 4 min 32 s d'avance sur Émile Champion et 37 min 39 s sur le Suédois Ernst Fast sous les yeux plus de 5 000 spectateurs au Pré-Catelan.
Théato reçoit sa médaille olympique en 1912 en raison d'une erreur de budget en 1900. Tous les concurrents du marathon, et pas seulement Théato, reçoivent le jour de l'épreuve des « colifichets » à bas prix, provoquant la colère de la délégation britannique qui renvoya ces articles de « quincaillerie » aux organisateurs. En 1912, on répare cette erreur.
Le statisticien de l'athlétisme Alain Bouillé révèle à la fin du XXe siècle que Théato n'était pas encore français au moment des Jeux. Natif du Grand-Duché du Luxembourg, il arrive en France à l'âge de 12 ans. Il aurait dû effectuer son service militaire au moment des Jeux s'il avait obtenu sa naturalisation avant 1900. Le Luxembourg ne réclama jamais ce titre et le CIO confirma la victoire « française » après les travaux de Bouillé. En 2004 le Grand-Duché de Luxembourg réclame finalement l'or olympique, requête déboutée par le CIO. En 2021, le site du CIO a affiché le drapeau luxembourgeois sur la page de Théato ce qui a laissé croire que le Luxembourg avait officiellement récupéré ce titre olympique. Il s’agissait en réalité d’une erreur technique dans la base de données du CIO, erreur depuis corrigée, entre nationalité et CNO représenté par l’athlète.

## Un titre contesté
Vexés par leurs piètres performances, les Américains Arthur Newton (cinquième) et Dick Grant (septième) contestèrent la victoire de Théato. Newton déclara sur la ligne d'arrivée qu'il avait pris la tête à mi-course et qu'il n'avait plus été dépassé. Frantz Reichel qui suivait la course pour Le Journal des sports dément cette version. Il a suivi les Français les mieux placés, soit par ordre chronologique Touquet, Champion puis Théato, et confirme que jamais Newton n'est passé devant.
Dick Grant attend 1960 pour intenter un procès au CIO afin d'obtenir réparation à la suite d'un incident de course lié à la mauvaise organisation de l'épreuve. Il aurait été renversé par une bicyclette alors qu'il s'apprêtait à distancer Théato. Otto Mayer, chancelier du CIO durant les années 1960 et témoin direct du marathon de 1900, n'eut aucun mal à débouter le plaignant, car cet incident de course n'avait jamais eu lieu...
Pour de nombreux auteurs anglo-saxons, la victoire de Théato reste suspecte. Ils mettent notamment en avant les possibilités de prendre des raccourcis. Raymond Pointu réfute totalement cette version dans son ouvrage Les Marathons olympiques (Athènes 1896 - Athènes 2004), en raison du parcours et de la présence continuelle de témoins le long du parcours. Le seul élément qui peut prêter à controverses est la présence de « lièvres », qui effectuèrent notamment les quinze derniers kilomètres aux côtés de Théato, mais aussi des autres concurrents.

## Vie post-olympique
Après sa victoire olympique, Théato passa professionnel, mais il ne brilla guère. Son métier d'origine donna naissance à quelques légendes, Théato se déclarant ébéniste sur la ligne d'arrivée : « Je suis ouvrier ébéniste, ce qui n'empêche pas d'être un sincère amateur. » Certains le pensaient boulanger, expliquant ainsi sa capacité à résister à la chaleur, d'autres le voyaient jardinier du Racing Club de France.
Mort célibataire, il exerçait la profession de débardeur (docker) au moment de son décès survenu à l'Hôpital Cochin.

### Liens externes

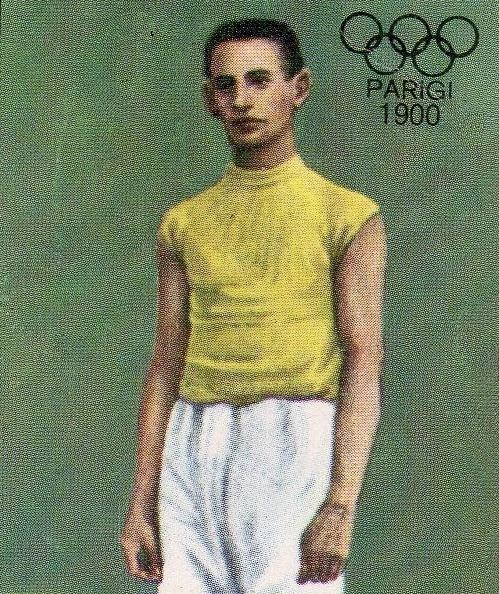
Michel Théato en 1900.